# Neder-Betuwe

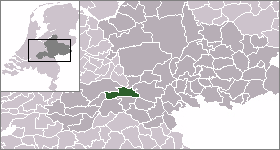
Neder-Betuwes läge

Neder-Betuwe (fram till 2003 Kesteren) är en kommun i provinsen Gelderland i Nederländerna. Kommunens totala area är 68,11 km² (där 6,99 km² är vatten) och invånarantalet är på 22 327 invånare 
(2005).
Betuwe bevarar minnet av bataverna i sitt namn.